# Gundam Sentinel
Gundam Sentinel (ガンダム・センチネル Gandamu Senchineru?) es una novela ambientada en la línea de tiempo Universal Century del universo Gundam. En un principio, la novela fue serializada a través de la revista Model Graphix, entre septiembre de 1987 y agosto de 1988. Gundam Sentinel se convirtió en un éxito de culto debido al alto detalle en el diseño de sus robots y por su intrincada trama, creada por el veterano escritor Masaya Takahashi. La historia de Gundam Sentinel está cronológicamente ubicada entre Mobile Suit Zeta Gundam y Gundam ZZ específicamente en el año 0088 del UC, y trata acerca de un grupo de soldados de élite de la federación de la tierra que arman una insurrección; y de los esfuerzos que realiza el gobierno para detenerla.
Gundam Sentinel tuvo un estilo mucho más técnico y realista que otras series del universo Gundam. En ella, los mobile suits eran vistos como simples armas militares. Estos eran más grandes, tenían armas más poderosas que sus predecesores, sus personajes tenían más edad y su argumento tuvo una escala menor en comparación con otras entregas de la serie. Esta obra marcó el debut de Hajime Katoki, quien más tarde se convertiría en uno de los diseñadores mecha más prolíficos de la franquicia Gundam. Gundam Sentinel es una de las historias paralelas de Gundam más destacadas en ser publicadas y es considerada por los fanáticos como una de las historias más maduras de la franquicia.[cita requerida]
Sentinel nunca ha sido animada ni publicada en manga, pero sus robots han aparecido en varios videojuegos de SD Gundam tales como SD Gundam G Generation F.

## Argumento (Resumen)
Un grupo de oficiales de la Fuerza Espacial de la Federación Terrestre (Earth Federation Space Force, E.F.S.F.) acuartelados en la base asteroide Pezun se rebelan contra el gobierno de la federación aliándose al Grupo Anti Unión Terrestre (Anti-Earth Union Group, A.E.U.G.). Este grupo rebelde autodenominado como "New Desides", jura mantener viva la ideología de Los Titanes sobre la supremacía de los terrícolas sobre los cosmonoides. Rápidamente, la Federación Terrestre prepara una fuerza de tarea especial conocida como F. T. Alpha compuesta por veteranos de la E.F.S.F., A.E.U.G., y Karaba equipados con los más avanzados mobile suits para suprimir la rebelión antes de que se salga de control. El Gundam más poderoso del equipo, el Superior Gundam, está equipado con una inteligencia artificial llamada A.L.I.C.E. (Advanced Logistic and Inconsequence Cognizing Equipment).
La F.T. Alpha, compuesta por cuatro naves clase Salamis Kai y una (nave insignia) Pegasus III llega al asteroide de Penzun y se preparan para atacar. En medio del combate los rebeldes lanzan una enramada de misiles guiados que resulta en la destrucción dos de las naves.
Una semana después del encuentro la Federación de la Tierra envía a la flota de su décima división como refuerzos para la F.T. Alpha. Sin embargo, el comandante Brian Aeno - que ya había hablado con los líderes de New Desisdes días antes - anuncia que sus fuerzas se unirán a los rebeldes. F.T. Alpha y la flota lunar de la federación atacan al asteroide, obligando a los rebeldes a retroceder, huyendo hacia la ciudad., con un pequeño contingente despejándoles el camino y preparando la pase para ser autodestruirse con un arma nuclear. La F.T. Alpha advierte la situación y huyen antes de que el asteroide explote.
La F.T. Alpha envía un equipo de unidades MSA-007 Nero para sondear la ciudad de Ayers, pero el equipo es destruido por el Gundam Mk V piloteado por Brave Cod, el líder de los New Desides. Los New Desides lanzan un poderoso contraataque a medida que las fuerzas de la F.T. Alpha incursionan en el área. Los hackers de Los New Disides alteran el sistema operativo de los mobile suits de la F.T. Alpha y utilizan una Bomba lógica dejándolos a todos inoperables. La F.E.F.T. se encarga del problema informático, pero ordena la retirada debido a las grandes bajas y envía refuerzos, designando a la Fuerza de Tarea Beta.
Las Fuerzas de Tarea Alpha y Beta ejecutan la operación Eagle Falls: un ataque a gran escala en la Ciudad de Ayers. Los New Desides, querían utilizar la Luna como base para establecer en ella una nueva nación independiente, pero fallan en convencer a las demás ciudades lunares de que se unan a su causa. La batalla se extiende a 11 días de duración. Brave Cod destrulle al escuadrón FAZZ de la Fuerza de tarea Alpha. Pero este muere cuando es atacado por Ryu Roots y su robot Extraordinary-Superior Gundam. El ejército de la ciudad es arrazado por las fuerzas de la Federación. El alcalde de la ciudad de Ayers, Kaiser Pinefield se suicida después de enterarse de la muerte de Brave Cod mientras los soldados Neo Zeon ayudan a evacuar las fuerzas restantes de New Desides.
Las tropas de New Desides que lograron escapar de la ciudad de Ayers se reúnen con los remanentes de la flota de Aeno. El estratega Tosh Cray asume el control del grupo para después disolverlo por cuestiones sobre si debería alinearse con Neo Zeon o no. Cray planea secuetrar la estación de relevo Penta y la utiliza como área de ensayo para asaltar el senado de la Federación en Dakar. Para impulsar las probabilidades de éxito de los supervivientes de New Desides, los the Neo Zeon les facilitan un Zodiac mobile armor, capaz de realizar reentradas atmosféricas y que será utilizado para bombardear la base de la federación en la ciudad
La nave Pegasus III es desplegada para perseguir a los New Desides en la estación Penta. Una vez en la estación, la nave Pegasus III y el resto de sus mobile suits se enfrentan a Cray y al Mobil Armor Zodiac. Aeno y sus fuerzas se rinden y los miembros restantes de los New Desides se dirigen a la tierra en tres transbordadores. Ryu Roots Sale a Bordo del Superior Gundam seguido por los pilotos Shin Crypt y Tex West a bordo de dos Zeta Plus como apoyo. Uno de los Zeta Plus es destruido en la persecución, y el otro (sin municiones después de derribar un transbordador) logra entrar en la atmósfera. El mobile armor zodiac se divide en dos partes llamadas Zoans. El primer Zoan pilotado por First Sides explota gracias al sobrecalentamiento de un canon de partículas y Josh Offshore trata de detener a Roots para que no intercepte al segundo. Crey activa el sistema de emergencia, sale del Zoan y reingresa a uno de los transbordadores antes de entrar a la atmósfera.
La situación en este punto de la batalla se torna crítica; Es precisamente en este momento donde A.L.I.C.E., la Inteligencia Artificial del Extraordinary-Superior Gundam manifiesta su verdadero potencial; A.L.I.C.E. advierte que Ryu no podrá seguir persiguiendo a los rebeldes en la atmósfera sin que el Gundam se destruya; y ella decide resolver el asunto con sus propias manos. ALICE activa el sistema de emergencia G-Core para que Ryu pueda salvarse, persigue a los rebeldes y los destruye a todos justo antes de que el Gundam se destruya. A.L.I.C.E. se sacrificó para que su piloto pudiera salvarse, alcanzando su momento de humanidad.

## Personajes

### Fuerzas de la Federación Terrestre
- Ryu Roots
- Shin Crypt
- Tex West
- Eton Heathrow
- Stole Mannings
- Sigman Shade
- Chung Yung

### New Desides
- Brave Cod
- Tosh Cray
- Brian Aeno
- Josh Offshore
- First Side

### Civiles
- Mike Saotome
- Kaiser Pinefield

## Máquinas

### Fuerzas de la Federación Terrestre/Karaba/AEUG (Grupo Anti Union Terrestre)

#### Mobile Suits
- FA-010A FAZZ
- MSA-007 Nero
- MSA-007E EWAC Nero
- MSA-007T Nero Trainer
- MSA-0011 S Gundam
  - MSA-0011(Bst) S Gundam Unidad Tipo Impulsor
  - MSA-0011(Bst) S Gundam Unidad Tipo Impulsor Plan 303E "Deep Striker"
  - MSA-0011(Ext) Ex-S Gundam*
- MSZ-006-X Prototype Ζ Gundam*
- MSZ-006A1 (MSK-006) Zeta Plus A1*
- MSZ-006A1B Zeta Plus A1B*
- MSZ-006A2 Ζeta Plus A2*
- MSZ-006A3 Zeta Plus A3*
- MSZ-006B Ζeta Plus B*
- MSZ-006BN Zeta Plus BN*
- MSZ-006C1 Zeta Plus C1
  - MSZ-006C1 (Bst) Zeta Plus C1 "Hummingbird"*
- MSZ-006C4 Zeta Plus C4*
- MSZ-006D Zeta Plus D*
- MSZ-006E Zeta Plus E*
- MSZ-006R Zeta Plus R*
- ORX-013 Gundam Mk-V
- RGM-86R GM III
- RGM-86R Nouvel GM III
- RMS-154 Barzam Refined Type*

#### Vehículos y Unidades de Apoyo
- Argama-class (Pegasus III)
- FF-08GB G-Core (Atmospheric Version)
- FF-08WR Wivern
- FXA-08GB G-Core
- FXA-08GB(Bst) Core Booster "0088"
- Magellan Kai-class
- Salamis Kai-class

### New Desides

#### Mobile Suits
- AMA-100 Z'od-iacok
  - AMA-100 Zoan
- ORX-013 Gundam Mk-V
- RMS-141 Xeku Eins
- RMS-142 Xeku Zwei

#### Vehículos y Unidades de Apoyo
- Columbus Kai-class
- Enterprise Transport Shuttle

### AxisZEON

#### Mobile Suits
- AMA-100 Z'od-iacok
  - AMA-100 Zoan
- AMX-003 (MMT-1) Gaza-C
- AMX-007 (MMT-3) Gaza-E
- AMX-011 Gaza-G

#### Vehículos y Unidades de Apoyo
- Gwadan-class
- Musai-class

### Mobile Suits
- MSA-0012 λ Gundam*
- YRA-90A μ Gundam*

## Distribución

### Medios Impresos
Justo después que la serie completara su emisión, Model Graphix combinó todos los artículos individuales en una novela de 320 páginas titulada como Gundam Wars III: Gundam Sentinel -The Battle of Real Gundam-, la cual incluye nuevo material. fue lanzada en septiembre de 1989 y es amplamente considerada como la mejor novela de Gundam jamás escrita.[cita requerida] En julio de 1990, la historia fue publicada de nuevo bajo el título Gundam Sentinel: Alice's Confession. Gundam Wars III fue reimpresa en 1994, pero solo tiene artículos sobre los modelos a escala acortando la historia a 216 páginas.

### Ediciones
- Gundam Sentinel: Confessions of ALICE ISBN 4-499-20549-2
- Gundam Sentinel ("Gundam Wars III") ISBN 4-499-20530-1

- Datos: Q1059747